# Mudkhed
Mudkhed é uma cidade  no distrito de Nanded, no estado indiano de Maharashtra.

## Geografia
Mudkhed está localizada a 19° 10′ N, 77° 31′ L. Tem uma altitude média de 371 metros (1217 pés).

## Demografia
Segundo o censo de 2001, Mudkhed tinha uma população de 18,704 habitantes. Os indivíduos do sexo masculino constituem 53% da população e os do sexo feminino 47%. Mudkhed tem uma taxa de literacia de 58%, inferior à média nacional de 59.5%: a literacia no sexo masculino é de 67% e no sexo feminino é de 49%. Em Mudkhed, 17% da população está abaixo dos 6 anos de idade.